# Augusto Manuel de Quesada
Augusto Manuel de Quesada y Vázquez (Sevilla, 1824-ibídem, octubre de 1891) fue un pintor español que desarrolló su actividad durante el segundo tercio del siglo XIX.

## Biografía
Su actividad pictórica puede encuadrarse en el Romanticismo y el Costumbrismo. Su obra está influenciada por el estilo de Murillo y dedicada al retrato y la temática religiosa.
Estudió entre 1835 y 1843 en la Escuela de la Academia de Nobles Artes de Sta. Isabel de Sevilla, hoy Real Academia de Bellas Artes de Santa Isabel de Hungría de Sevilla.
Según E. Valdivieso, es considerado como pintor secundario y de talento limitado. Según este autor, sus pinturas presentan “debilidad de dibujo y frialdad en su colorido”. Sin embargo, en vida, fue objeto de diversos reconocimientos.
En 1842 fue premiado por la Asociación Económica de Amigos del País de Sevilla por varias copias de cuadros realizadas.
Sus cuadros “Nuestra Señora del Carmen” y “Santa Casilda” fueron premiados en 1858 en la Exposición de la Sociedad Económica de Jerez de la Frontera, con medalla de bronce y mención honorífica, respectivamente.
El cuadro “Nuestra Señora del Carmen”, fue expuesto también en la Exposición Nacional de Madrid de 1864.
Su obra “San Juan” fue premiada con medalla de plata en la exposición celebrada en Cádiz en 1862.
Los Duques de Montpensier lucieron en su Palacio de San Telmo dos cuadros suyos: “La Virgen de los Reyes, adorada por San Fernando y San Luis” y “El Milagro de los panes y los peces”.
Falleció en Sevilla, en octubre de 1891.

## Obra
Temática religiosa
- “La Virgen de los Reyes, adorada por San Fernando y San Luis”, “El Milagro de los Panes y Peces”, realizados para los Duques de Montpensier, 1848.
- “San Juan”, 1862.
- “Nuestra Señora del Carmen”, 1858.
- “Santa Casilda”, 1858.
- “La Anunciación”. Archivo de la Catedral de Sevilla.
- “La Dolorosa”. Ermita de Nuestra Señora Villadiego, Peñaflor, Sevilla.
- “La Venerable Madre Dorotea”. En el ayuntamiento de Sevilla. Copia de un original de Murillo conservado en la Catedral de Sevilla.
- “Jacob”. Presentada en la exposición regional gaditana de 1879. Este cuadro perteneció al pintor y fotógrafo gaditano Rafael Rocafull.

Retratos
- Retrato del Alcalde de Sevilla García de Vinuesa, 1865. Se muestra en el Ayuntamiento de Sevilla.
- Los retratos Argote de Molina, 1859, Nicolás Maestre Tous de Monsalve (1873) y Jorge Díaz (1873) que se encuentran en la Biblioteca Colombina de la Catedral de Sevilla.
- En el Hospital de la Caridad de Sevilla se conservan los retratos de: Fray José de Arsutegui, 1881, D. Carlos Pareja y Alba, 1881 y D. Francisco Pareja y Castro.
- Retrato del Rey Alfonso XII, que se encuentra en la Diputación Provincial de Sevilla.
- Retrato de Manuel Ruiz-Crespo magistrado de la Real audiencia de Sevilla y caballero de la Real orden de Carlos III 1869.Colección Particular
- Retrato de Manuel Ruiz-Crespo con uniforme de la real Maestranza de Sevilla 1858.Colección particular